# 道爾頓·普雷讓
道爾頓·普雷讓（Dalton Prejean，1959年12月10日—1990年5月18日）是一個美國少年死刑犯，被控涉嫌殺害一名路易斯安那州警察唐納德·克利夫蘭（Donald Cleveland），當時道爾頓年僅17歲。法官最後判他有罪，必須接受電椅死刑，並在1990年5月18日執行。

## 早年生活

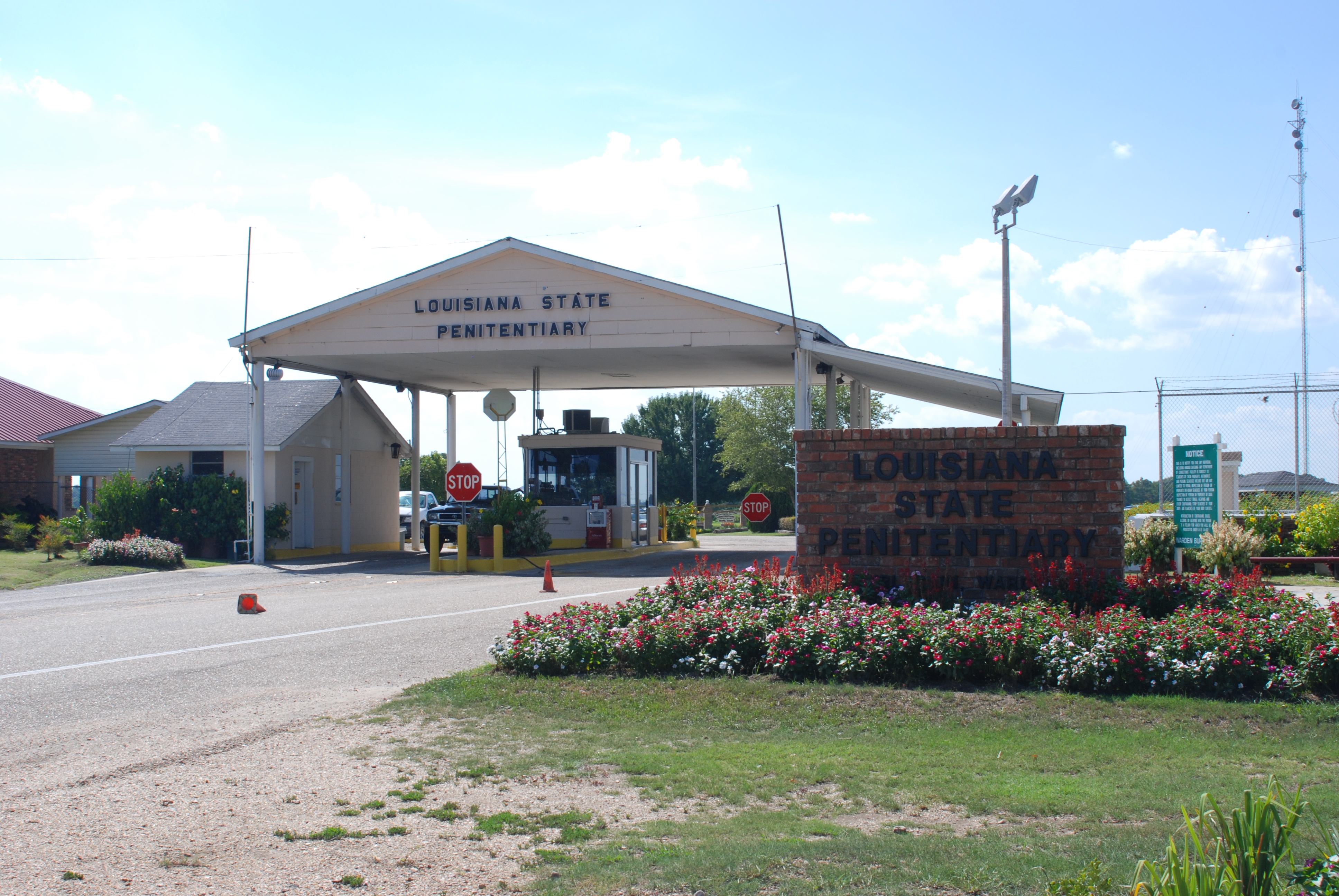
圖為路易斯安那州州立監獄大門，裡頭是道爾頓·普雷讓接受死刑的地方。

普雷讓家住在路易斯安那州拉法葉市，道爾頓是家中4個孩子裡的老二。在道爾頓兩週大的時候，他的父母就把他送去和得州休斯敦的阿姨與姨丈一起住。他一直不知道自己的親生父母是誰，直到他父親在道爾頓11歲時拋下妻子搬到休士頓後，他的阿姨才告訴他真相，即道爾頓不是她的親生骨肉。此時道爾頓已經開始有叛逆行為，他也立刻被送去和自己的母親一起住。為了配合當地學校的教學進度，道爾頓跳了幾個年級。
1972年3月，在道爾頓母親的堅持下，道爾頓因逃學被送進路易西安那管訓所。但他離開那裡不過7個月後，就又犯下非法入侵、竊盜和持有偽造槍械的罪。1974年3月，道爾頓被送進拉法葉青少年管理局，一處住宅式的收容所，但他很快就越獄，直到一個月後，他母親給他緩刑才回家。
1974年6月，道爾頓被控涉嫌殺害計程車司機約翰·杜塞特（John Doucet），而他也承認罪狀，被送回路易西安那管訓所。他之後敘述案件時表示，當時他和另外兩個共犯叫了一輛計程車意圖搶劫，其中一人還帶了槍。他們要司機開到一個僻靜的角落後停車，讓他們找尋某個地址。由於兩個同夥太過緊張，因此道爾頓從他們那裡拿了槍，然後走進司機，開了兩槍。據信司機原本曾試圖拔槍相抗，但來不及。道爾頓逃離時曾要路人幫司機叫救護車，但不久他還是向警方自首，承認是他殺了約翰·杜塞特。
道爾頓自首後就接受了精神狀況評估，他的智力不足，判斷力極差，因此被診斷為智能障礙，甚至還有人懷疑他否有能力辨明是非對錯。他的心理醫生表示，道爾頓對自己或他人都有危險性，近期內很可能有自殺傾向；另外在他的夢境裡，他夢到的不是他殺了計程車司機，而是計程車司機被人殺害。因此醫生建議讓道爾頓轉到長期收容設施接受治療，少年法庭在他21歲前都具有監護權。依據醫生的建議，道爾頓應被隔離囚禁至1980年12月。
然而，在1976年時，另一名心理醫生重新對道爾頓做出評估，並建議讓他出院。這名心理醫生評估後的結果是被告的價值觀已經有所轉變，但「必須在適當情況下讓他生活在穩定且受監督的環境裡」。他還為道爾頓爭取到一段時間的緩刑。1976年12月10日，道爾頓被送去和休士頓的阿姨一起住。7個月後，道爾頓再次犯下殺人案。

## 犯案
1977年7月2日凌晨5點，道爾頓和他的哥哥約瑟夫與麥克·喬治（Michael George）、麥克·布魯薩德（Michael Broussard）等人離開位於拉法葉縣的酒吧，他們在那裡喝了整晚。道爾頓開著一輛1966年出廠的雪佛蘭汽車送其他人回家，這輛車的尾燈故障沒有啟動。當時在100呎外值勤室的唐納德·克利夫蘭（Donald Cleveland）警官開警車攔截他們，示意道爾頓停車。道爾頓和約瑟夫兩人試圖交換座位，因為道爾頓是無照駕駛。克利夫蘭警官見狀立即要求所有乘客下車，還將約瑟夫壓制在車身上。道爾頓之後表示：「我不喜歡他對我哥做的事。」於是就從座位下方拿出一把.38左輪手槍，將槍藏在腿後接近警官，近距離對他開了兩槍，殺了他。
道爾頓與同夥之後立即逃離現場，但隨即就被逮捕。道爾頓再次於審訊前接受心理評估。在做過韋氏智力量表、史丹福-比奈智力量表和班達完形測驗後，威廉·霍金斯醫生認為他的智力低於水平，語言智商82、作業智商72、整體智商只有76。換句話說，道爾頓的心理年齡只有13歲又6個月大。

## 審判
道爾頓·普雷讓被大陪審團以一級謀殺罪起訴，審判地點自拉法葉縣轉至沃希托縣。陪審團在1978年5月1日認為被告罪名成立，一致建議求處死刑。道爾頓案後來在1990年上訴到美國最高法院，道爾頓在前一年已經獲得上訴法院給予死刑暫緩執行令。1990年4月17日，最高法院撤銷他的暫緩執行令，而且沒有任何解釋。此案獲得國際關注，歐洲議會還要求法院減刑並出示判決依據。
1990年5月18日，道爾頓·普雷讓在路易斯安那州州立監獄接受死刑。